# اکپابویو
اکپابویو (به لاتین: Akpabuyo) یک سکونتگاه مسکونی در نیجریه است که در ایالت کراس ریور واقع شده‌است.